# Сунятфа
Сунятфа або Удаядітья Сінгха — цар Ахому від 1670 до 1672 року. Успадкував престол після смерті брата Супангмунга у розпал війни з моголами. За його правління війна завершилась. Після цього була ще й провальна військова експедиція проти племен дафала.
Окрім іншого, його правління позначилось політичною нестабільністю та внутрішніми заворушеннями, що тривали до сходження на престол Супаатфаа 1681 року.